# Frontières de l'Union européenne
Les frontières de l'Union européenne sont les frontières internationales que partage l'Union européenne avec les États qui voisinent le territoire sur lequel ses membres exercent leur souveraineté nationale en Europe, Afrique et Amérique du Sud. Depuis le 1er février 2020, les frontières terrestres de l'UE s'étendent sur un total de 14 647 kilomètres, ce qui la place virtuellement au quatrième rang des pays possédant les plus longues frontières terrestres internationales, entre le Brésil (15 230 km) et l'Inde (14 103 km).

## Frontières actuelles

### Frontières terrestres

#### Liste
| Pays voisin                     | Longueur (km) | Frontières nationales concernés                  |
| ------------------------------- | ------------- | ------------------------------------------------ |
| Albanie                         | 282           | Grèce                                            |
| Andorre                         | 125           | Espagne et France                                |
| Biélorussie                     | 1 050         | Lettonie, Lituanie et Pologne                    |
| Brésil                          | 673           | France (Collectivité territoriale de Guyane)     |
| Liechtenstein                   | 35            | Autriche                                         |
| Macédoine du Nord               | 394           | Bulgarie et Grèce                                |
| Maroc                           | 16            | Espagne (Enclaves de Melilla et de Ceuta)        |
| Moldavie                        | 681           | Roumanie                                         |
| Monténégro                      | 25            | Croatie                                          |
| Bosnie-Herzégovine              | 932           | Croatie                                          |
| Monaco                          | 6             | France                                           |
| Norvège                         | 2 348         | Finlande et Suède                                |
| Royaume-Uni                     | 652           | Chypre, Espagne, France et Irlande               |
| Russie                          | 2 257         | Estonie, Finlande, Lettonie, Lituanie et Pologne |
| Saint-Marin                     | 39            | Italie                                           |
| État de Saint-Martin (Pays-Bas) | 10            | Saint-Martin (France)                            |
| Serbie                          | 1 162         | Bulgarie, Hongrie, Croatie et Roumanie           |
| Suisse                          | 1 811         | Allemagne, Autriche, France et Italie            |
| Suriname                        | 510           | France (Collectivité territoriale de Guyane)     |
| Turquie                         | 446           | Bulgarie et Grèce                                |
| Ukraine                         | 1 257         | Hongrie, Pologne, Roumanie et Slovaquie          |
| Vatican                         | 3             | Italie                                           |
| Total                           | 14 483        |                                                  |

#### Détail

Évolution de la Communauté vers l'Union européenne.

Les frontières actuelles depuis le 1er février 2020 résultent du retrait du Royaume-Uni de l'Union européenne le 31 janvier 2020.
Nord et est de l'Union européenne
- Norvège (borde la Suède et la Finlande)
- Russie (borde la Finlande, l'Estonie et la Lettonie)
- Biélorussie (borde la Lettonie, la Lituanie et la Pologne)
- Ukraine (borde la Pologne, la Slovaquie, la Hongrie et la Roumanie)
- Moldavie (borde la Roumanie)

Sud-est
- Turquie (la Thrace orientale[Note 1] borde la Bulgarie et la Grèce)

Ouest des Balkans (enclave à l'intérieur du territoire de l'Union)
- Serbie (borde la Hongrie, la Croatie, la Roumanie et la Bulgarie)
- Bosnie-Herzégovine (borde la Croatie)
- Monténégro (borde la Croatie)
- Macédoine du Nord (borde la Bulgarie et la Grèce)
- Albanie (borde la Grèce)

Autres territoires à l'intérieur du territoire européen de l'Union
- Oblast de Kaliningrad (Russie, borde la Lituanie et la Pologne)
- Suisse (borde l'Allemagne, l'Autriche, la France et l'Italie)
- Liechtenstein (borde l'Autriche)
- Andorre (borde la France et l'Espagne)
- Monaco (borde la France)
- Saint-Marin (borde l'Italie)
- Vatican (borde l'Italie)
- Royaume-Uni (borde l'Irlande, l'Espagne ainsi que la France dans le tunnel sous la Manche)

Chypre
- Royaume-Uni avec Akrotiri et Dhekelia
- République turque de Chypre du Nord : la partie nord de l'île de Chypre, sous souveraineté nominale de la république de Chypre est administrée dans les faits par la république turque de Chypre du Nord, séparatiste, mais qui n'est reconnue comme nation indépendante que par la Turquie. La ligne de démarcation sert de frontière de facto entre les deux entités.

Exclaves espagnoles de Ceuta et Melilla, sur le continent africain
- Maroc

Guyane (département d'outre-mer de la France, en Amérique du Sud)
- Brésil
- Suriname

Saint-Martin
- Saint-Martin, état autonome du Royaume des Pays-Bas (borde Saint-Martin, Antilles françaises)

### Frontières maritimes
En plus de ces frontières terrestres, le territoire de l'Union européenne possède des frontières maritimes avec les pays et territoires suivants :
- Albanie (Italie)
- Algérie (Italie, France et Espagne)
- Anguilla (Saint-Martin (Antilles françaises))
- Antigua-et-Barbuda (Guadeloupe)
- Barbade (Martinique et Guadeloupe)
- Comores (Mayotte)
- Dominique (Guadeloupe et Martinique)
- Égypte (Chypre, Grèce)
- Îles Anglo-Normandes (France)
- Israël (Chypre)
- Liban (Chypre)
- Libye (Grèce, Italie, Malte)
- Madagascar (Mayotte)
- Maurice (Réunion)
- Monténégro (Italie)
- Montserrat (Guadeloupe)
- Norvège (Danemark)
- Royaume-Uni (Allemagne, Belgique, Danemark, France et Pays-Bas)
- Sahara occidental (Îles Canaries) [M 1]
- Saint-Barthélemy (Saint-Martin (Antilles françaises))
- Sainte-Lucie (Martinique)
- Seychelles (Mayotte)
- Syrie (Chypre)
- Terres australes et antarctiques françaises (Réunion) [M 2]
- Tunisie (Italie, Malte)
- Venezuela (Guadeloupe et Martinique)

## Historique

### De 1958 à 1973

Carte de la Communauté économique européenne en 1957.

L'organisation qui a précédé l'Union européenne, la Communauté économique européenne, fut fondée en 1958 à la suite du traité de Rome et regroupait l'Allemagne (alors limitée à l'Allemagne de l'Ouest), la Belgique, la France, l'Italie, le Luxembourg et les Pays-Bas. Elle bordait alors les pays suivants :
Frontière sud-ouest de la France métropolitaine
- Espagne
- Andorre

Frontière nord de l'Allemagne
- Danemark

Frontière est
- République démocratique allemande (bordait la République fédérale d'Allemagne)
- Tchécoslovaquie (bordait la République fédérale d'Allemagne)
- Autriche (bordait la République fédérale d'Allemagne et l'Italie)
- Suisse (bordait la République fédérale d'Allemagne, la France et l'Italie)
- Yougoslavie (bordait l'Italie)

Enclaves à l'intérieur du territoire européen de la CEE
- Monaco (bordait la France)
- Saint-Marin (bordait l'Italie)
- Vatican (bordait l'Italie)

Guyane (département d'outre-mer de la France, en Amérique du Sud)
- Brésil
- Suriname

Guadeloupe (par l'intermédiaire de la partie française de l'île de Saint-Martin)
- Antilles néerlandaises

Algérie (jusqu'en 1962; administrée alors comme partie intégrante de la France)
- Tunisie
- Libye
- Niger (TOM membre de l'Union française puis République autonome au sein de la Communauté française jusqu'en 1960)
- Mali (TOM membre de l'Union française, République autonome au sein de la Communauté française jusqu'en 1960, Fédération du Mali entre 1959 et 1960)
- Mauritanie (TOM membre de l'Union française puis République autonome au sein de la Communauté française jusqu'en 1960)
- Maroc
- Sahara espagnol (1884—1976)

### De 1973 à 1981

Carte de la Communauté économique européenne en 1973.

En 1973, le Danemark, l'Irlande et le Royaume-Uni rejoignirent la Communauté économique européenne. Le Danemark possédait une frontière terrestre, ici avec l'Allemagne, autre membre de la Communauté ; le Royaume-Uni possédait une frontière avec l'Espagne, par l'intermédiaire de Gibraltar.
Frontière sud-ouest de la France métropolitaine
- Espagne
- Andorre

Frontière est
- République démocratique allemande (bordait la République fédérale d'Allemagne)
- Tchécoslovaquie (bordait la République fédérale d'Allemagne)
- Autriche (bordait la République fédérale d'Allemagne et l'Italie)
- Suisse (bordait la République fédérale d'Allemagne, la France et l'Italie)
- Yougoslavie (bordait l'Italie)

Enclaves à l'intérieur du territoire européen de la CEE
- Monaco (bordait la France)
- Saint-Marin (bordait l'Italie)
- Vatican (bordait l'Italie)

Gibraltar
- Espagne

Guyane (département d'outre-mer de la France, en Amérique du Sud)
- Brésil
- Suriname

Guadeloupe (par l'intermédiaire de la partie française de l'île de Saint-Martin)
- Antilles néerlandaises

### De 1981 à 1986

Carte de la Communauté économique européenne en 1981.

La Grèce rejoignit la Communauté économique européenne en 1981.
Frontière sud-ouest de la France métropolitaine
- Espagne
- Andorre

Frontière est
- République démocratique allemande (bordait la République fédérale d'Allemagne)
- Tchécoslovaquie (bordait la République fédérale d'Allemagne)
- Autriche (bordait la République fédérale d'Allemagne et l'Italie)
- Suisse (bordait la République fédérale d'Allemagne, la France et l'Italie)
- Yougoslavie (bordait l'Italie)

Frontières de la Grèce
- Albanie
- Yougoslavie
- Bulgarie
- Turquie

Enclaves à l'intérieur du territoire européen de la CEE
- Monaco (bordait la France)
- Saint-Marin (bordait l'Italie)
- Vatican (bordait l'Italie)

Gibraltar
- Espagne

Guyane (département d'outre-mer de la France, en Amérique du Sud)
- Brésil
- Suriname

Guadeloupe (par l'intermédiaire de la partie française de l'île de Saint-Martin)
- Antilles néerlandaises

### De 1986 à 1990

Carte de la Communauté économique européenne en 1986.

L'Espagne et le Portugal rejoignirent la Communauté économique européenne en 1986.
Frontière est
- République démocratique allemande (bordait la République fédérale d'Allemagne)
- Tchécoslovaquie (bordait la République fédérale d'Allemagne)
- Autriche (bordait la République fédérale d'Allemagne et l'Italie)
- Suisse (bordait la République fédérale d'Allemagne, la France et l'Italie)
- Yougoslavie (bordait l'Italie)

Frontières de la Grèce
- Albanie
- Yougoslavie
- Bulgarie
- Turquie

Enclaves à l'intérieur du territoire européen de la CEE
- Andorre (bordait la France et l'Espagne)
- Gibraltar (exclave britannique, bordait l'Espagne)
- Monaco (bordait la France)
- Saint-Marin (bordait l'Italie)
- Vatican (bordait l'Italie)

Exclaves espagnoles de Ceuta et Melilla, sur le continent africain
- Maroc

Guyane (département d'outre-mer de la France, en Amérique du Sud)
- Brésil
- Suriname

Guadeloupe (par l'intermédiaire de la partie française de l'île de Saint-Martin)
- Antilles néerlandaises

### De 1990 à 1995

Carte de la Communauté économique européenne en 1990.

En 1990, l'Allemagne de l'Est et l'Allemagne de l'Ouest furent réunies, élargissant légèrement la Communauté économique européenne (CEE) à l'est.
Pendant cette période, la Tchécoslovaquie se scinda en République tchèque et Slovaquie et la Yougoslavie éclata en cinq État distincts. En revanche, l'effondrement de l'URSS en 1991 et son démantèlement en une quinzaine d'États n'eut aucune conséquence immédiate sur les frontières de la CEE. En 1993, la CEE devint l'Union européenne (UE).
Frontière est
- Pologne (bordait l'Allemagne)
- Tchécoslovaquie, puis en 1993 simplement la République tchèque (bordait l'Allemagne)
- Autriche (bordait l'Allemagne et l'Italie)
- Suisse (bordait l'Allemagne, la France et l'Italie)
- Yougoslavie, puis simplement la Slovénie après l'indépendance de celle-ci à la fin 1990 (bordait l'Italie)

Frontières de la Grèce
- Albanie
- Yougoslavie, puis simplement la Macédoine (aujourd'hui Macédoine  du Nord) après 1991
- Bulgarie
- Turquie

Enclaves à l'intérieur du territoire européen de la CEE, puis de l'UE
- Andorre (bordait la France et l'Espagne)
- Gibraltar (exclave britannique, bordait l'Espagne)
- Monaco (bordait la France)
- Saint-Marin (bordait l'Italie)
- Vatican (bordait l'Italie)

Exclaves espagnoles de Ceuta et Melilla, sur le continent africain
- Maroc

Guyane (département d'outre-mer de la France, en Amérique du Sud)
- Brésil
- Suriname

Guadeloupe (par l'intermédiaire de la partie française de l'île de Saint-Martin)
- Antilles néerlandaises

### De 1995 à 2004

Carte de l'Union européenne en 1995.

L'Autriche, la Finlande et la Suède rejoignirent l'Union européenne en 1995. En 2000, le territoire britannique de Gibraltar rejoignit l'Union aussi.[Quoi ?]
Frontières de la Suède et de la Finlande
- Norvège (bordait la Suède et la Finlande)
- Russie (bordait la Finlande)

Frontière est
- Pologne (bordait l'Allemagne)
- République tchèque (bordait l'Allemagne et l'Autriche)
- Slovaquie (bordait l'Autriche)
- Hongrie (bordait l'Autriche)
- Slovénie (bordait l'Autriche et l'Italie)

Frontières de la Grèce
- Albanie
- Macédoine du Nord
- Bulgarie
- Turquie

Enclaves à l'intérieur du territoire européen de l'UE
- Suisse (bordait l'Autriche, l'Allemagne, la France et l'Italie)
- Liechtenstein (bordait l'Autriche)
- Andorre (bordait la France et l'Espagne)
- Gibraltar (jusqu'en 2000, exclave britannique, bordait l'Espagne)
- Monaco (bordait la France)
- Saint-Marin (bordait l'Italie)
- Vatican (bordait l'Italie)

Exclaves espagnoles de Ceuta et Melilla, sur le continent africain
- Maroc

Guyane (département d'outre-mer de la France, en Amérique du Sud)
- Brésil
- Suriname

Guadeloupe (par l'intermédiaire de la partie française de l'île de Saint-Martin)
- Antilles néerlandaises

### De 2004 à 2007

Carte de l'Union européenne en 2004.

Chypre, l'Estonie, la Hongrie, la Lettonie, la Lituanie, Malte, la Pologne, la République tchèque, la Slovaquie et la Slovénie rejoignirent l'Union européenne en 2004.
La Serbie-et-Monténégro se scinda en Serbie et Monténégro en 2006.
Nord et est
- Norvège (bordait la Suède et la Finlande)
- partie principale de la Russie (bordait la Finlande, l'Estonie et la Lettonie)
- Biélorussie (bordait la Lettonie, la Lituanie et la Pologne)
- Ukraine (bordait la Pologne, la Slovaquie et la Hongrie)
- Roumanie (bordait la Hongrie)
- Serbie-et-Monténégro, puis après 2006, simplement la Serbie (bordait la Hongrie)
- Croatie (bordait la Hongrie et la Slovénie)

Frontières de la Grèce
- Albanie
- Macédoine du Nord
- Bulgarie
- Turquie

Autres territoires à l'intérieur du territoire européen de l'Union
- Oblast de Kaliningrad (Russie, bordait la Lituanie et la Pologne)
- Suisse (bordait l'Allemagne, l'Autriche, la France et l'Italie)
- Liechtenstein (bordait l'Autriche)
- Andorre (bordait la France et l'Espagne)
- Monaco (bordait la France)
- Saint-Marin (bordait l'Italie)
- Vatican (bordait l'Italie)

Chypre
- Akrotiri et Dhekelia (bases britanniques, non membres de l'Union européenne)
- République turque de Chypre du Nord : la partie nord de l'île de Chypre, sous souveraineté nominale de la république de Chypre est administrée dans les faits par la république turque de Chypre du Nord, séparatiste, mais qui n'est reconnue comme nation indépendante que par la Turquie. La ligne de démarcation sert de frontière de facto entre les deux entités.

Exclaves espagnoles de Ceuta et Melilla, sur le continent africain
- Maroc

Guyane (département d'outre-mer de la France, en Amérique du Sud)
- Brésil
- Suriname

Guadeloupe (par l'intermédiaire de la partie française de l'île de Saint-Martin)
- Antilles néerlandaises

L'accession de la république de Chypre comme membre de l'Union ajouta également une frontière de facto, la partie nord de l'île de Chypre, administrée par la république turque de Chypre du Nord, étant séparée de la partie sud par la ligne de démarcation.

### De 2007 à 2013

Carte de l'Union européenne en 2007.

La Bulgarie et la Roumanie rejoignent l'Union européenne en 2007.
Nord et est
- Norvège (bordait la Suède et la Finlande)
- partie principale de la Russie (bordait la Finlande, l'Estonie et la Lettonie)
- Biélorussie (bordait la Lettonie, la Lituanie et la Pologne)
- Ukraine (bordait la Pologne, la Slovaquie, la Roumanie et la Hongrie)
- Moldavie (bordait la Roumanie)

Sud-Est
- Turquie (bordait la Bulgarie et la Grèce)

Balkans
- Serbie (bordait la Hongrie, la Bulgarie et la Roumanie)
- Croatie (bordait la Hongrie et la Slovénie)
- Macédoine du Nord (bordait la Bulgarie et la Grèce)
- Albanie (bordait la Grèce)

Autres territoires à l'intérieur du territoire européen de l'Union
- Oblast de Kaliningrad (Russie, bordait la Lituanie et la Pologne)
- Suisse (bordait l'Allemagne, l'Autriche, la France et l'Italie)
- Liechtenstein (bordait l'Autriche)
- Andorre (bordait la France et l'Espagne)
- Monaco (bordait la France)
- Saint-Marin (bordait l'Italie)
- Vatican (bordait l'Italie)

Chypre
- Akrotiri et Dhekelia (bases britanniques, non membres de l'Union européenne)
- République turque de Chypre du Nord : la partie nord de l'île de Chypre, sous souveraineté nominale de la république de Chypre est administrée dans les faits par la république turque de Chypre du Nord, séparatiste, mais qui n'est reconnue comme nation indépendante que par la Turquie. La ligne de démarcation sert de frontière de facto entre les deux entités.

Exclaves espagnoles de Ceuta et Melilla, sur le continent africain
- Maroc

Guyane (département d'outre-mer de la France, en Amérique du Sud)
- Brésil
- Suriname

Guadeloupe (par l'intermédiaire de la partie française de l'île de Saint-Martin) jusqu'en 2007, puis directement par Saint-Martin comme collectivité d'outre-mer
- Antilles néerlandaises jusqu'en 2010 puis seulement Saint-Martin comme État autonome du Royaume des Pays-Bas.

### De 2013 à 2020
La Croatie adhère à l'Union européenne en 2013.
Nord et est
- Norvège (bordait la Suède et la Finlande)
- partie principale de la Russie (bordait la Finlande, l'Estonie et la Lettonie)
- Biélorussie (bordait la Lettonie, la Lituanie et la Pologne)
- Ukraine (bordait la Pologne, la Slovaquie, la Roumanie et la Hongrie)
- Moldavie (bordait la Roumanie)

Sud-Est
- Turquie (bordait la Bulgarie et la Grèce)

Balkans
- Serbie (bordait la Hongrie, la Bulgarie, la Roumanie et la Croatie)
- Bosnie-Herzégovine (bordait la Croatie)
- Macédoine du Nord (bordait la Bulgarie et la Grèce)
- Albanie (bordait la Grèce)
- Monténégro (bordait la Croatie)

Autres territoires à l'intérieur du territoire européen de l'Union
- Oblast de Kaliningrad (Russie, bordait la Lituanie et la Pologne)
- Suisse (bordait l'Allemagne, l'Autriche, la France et l'Italie)
- Liechtenstein (bordait l'Autriche)
- Andorre (bordait la France et l'Espagne)
- Monaco (bordait la France)
- Saint-Marin (bordait l'Italie)
- Vatican (bordait l'Italie)

Chypre
- Akrotiri et Dhekelia (bases britanniques, non membres de l'Union européenne)
- République turque de Chypre du Nord : la partie nord de l'île de Chypre, sous souveraineté nominale de la république de Chypre est administrée dans les faits par la république turque de Chypre du Nord, séparatiste, mais qui n'est reconnue comme nation indépendante que par la Turquie. La ligne de démarcation sert de frontière de facto entre les deux entités.

Exclaves espagnoles de Ceuta et Melilla, sur le continent africain
- Maroc

Guyane (département d'outre-mer de la France, en Amérique du Sud)
- Brésil
- Suriname

Saint-Martin (collectivité d'outre-mer de la France)
- Saint-Martin, État autonome du Royaume des Pays-Bas.

## Frontière du Brexit
Pour le Brexit la frontière est équipée de télédéclarations qui permettent de fluidifier les contrôles des véhicules nécessaires au bon fonctionnement des ports.

## Coopération transfrontalière
- États membres
- Candidats reconnus
- Candidats potentiels
- Partenariat oriental
- Accord de partenariat et de coopération avec la Russie
- États membres de l'Association européenne de libre-échange
- Partenariat Euromed
- Autres pays de l'UPM

La Politique européenne de voisinage (PEV) mise en place en 2004, vise à renforcer la coopération politique, sécuritaire, économique et culturelle entre l'Union européenne et son voisinage proche. Sous la direction du Commissaire à l'élargissement et à la politique de voisinage, deux axes de développement ont été privilégiés ; d'un côté, les pays d'Europe de l'Est et de l'autre, ceux du sud de la Méditerranée.
Deux accords d'association ont ainsi été signés, le partenariat oriental avec les pays de l'ex-bloc soviétique et le Partenariat Euromed et concrétisé politiquement par l'Union pour la Méditerranée. Les commissaires à la politique commerciale commune, d'aide au développement et d'aide humanitaire sont également parties prenantes au processus de codéveloppement signés par les pays signataires, ce qui a permis de développer divers programmes de coopération : économiques, sociaux, culturels, sécuritaires ou encore migratoires,.
Au nord, la Dimension septentrionale est un programme de l'Union européenne ayant pour objectif une coopération transfrontalière des pays d'Europe du Nord et de la Russie entre eux ; celle-ci a été initiée en 1997 par Paavo Lipponen et couvre aussi bien la Scandinavie que les pays baltes et la région de Saint-Pétersbourg.